# 细裂芹属
细裂芹属（学名：Harrysmithia）是伞形科下的一个属，为一年生、分枝植物。该属有细裂芹（Harrysmithia heterophylla）等物种，分布于中国四川等地。